# Municipio de Hanover (condado de Cook)
El municipio de Hanover (en inglés: Hanover Township) es un municipio ubicado en el condado de Cook en el estado estadounidense de Illinois. En el año 2010 tenía una población de 99538 habitantes y una densidad poblacional de 1.141,77 personas por km².

## Geografía
El municipio de Hanover se encuentra ubicado en las coordenadas 42°1′41″N 88°12′13″O / 42.02806, -88.20361. Según la Oficina del Censo de los Estados Unidos, el municipio tiene una superficie total de 87.18 km², de la cual 86.4 km² corresponden a tierra firme y (0.89%) 0.77 km² es agua.

## Demografía
Según el censo de 2010, había 99538 personas residiendo en el municipio de Hanover. La densidad de población era de 1.141,77 hab./km². De los 99538 habitantes, el municipio de Hanover estaba compuesto por el 65.82% blancos, el 4.45% eran afroamericanos, el 0.94% eran amerindios, el 14.28% eran asiáticos, el 0.03% eran isleños del Pacífico, el 11.57% eran de otras razas y el 2.91% pertenecían a dos o más razas. Del total de la población el 32.47% eran hispanos o latinos de cualquier raza.